# Ракитянка (река)
Ракитянка (Хорошовка) — река в России, протекает по Лебедянскому району Липецкой области. Правый приток Дона.
Под названием «Ракитня» указывается уже в 1871 году на карте Стрельбицкого.

## География
Река Ракитянка берёт начало близ села Хорошовка. Течёт на восток. Впадает в Дон напротив села Новое Ракитино севернее города Лебедянь. Длина реки составляет 15 км, площадь водосборного бассейна 100 км².
На реке образовано несколько прудов.
Система водного объекта: Дон → Азовское море.

## Данные водного реестра
По данным государственного водного реестра России относится к Донскому бассейновому округу, водохозяйственный участок реки — Дон от истока до города Задонск, без рек Красивая Меча и Сосна, речной подбассейн реки — бассейны притоков Дона до впадения Хопра. Речной бассейн реки — Дон (российская часть бассейна).
Код объекта в государственном водном реестре — 05010100312107000000496.